# Nancy Chodorow
Nancy Julia Chodorow (* 20. Januar 1944 in New York City) ist eine US-amerikanische Soziologin, Psychoanalytikerin und Feministin. Sie hat die Beziehung zwischen Mutter und Kind untersucht und feministische Theorien auf die traditionelle Freudsche Psychoanalyse angewandt. Ein großer Teil ihrer Arbeit wurde für die Entwicklung der feministischen Psychoanalyse genutzt.

## Werdegang
Nancy Chodorow machte 1966 ihren Abschluss am Radcliffe College. Dort studierte sie bei den Anthropologen Beatrice Whiting und ihrem Mann John W. M. Whiting. Chodorows Arbeit, die heute als vorfeministisch eingestuft wird, konzentrierte sich auf Persönlichkeits- und Kulturanthropologie. Ihre Lehrtätigkeit begann 1973, als sie am Wellesley College Frauenstudien unterrichtete. Im folgenden Jahr wurde Chodorow als Assistenzprofessorin für Soziologie an die University of California, Santa Cruz, berufen. Im Jahr 1975 promovierte sie an der Brandeis University im Fachbereich Soziologie. Unter der Anleitung von Philip Slater wurde Chodorow dahingehend beeinflusst, ihre Studien auf die unbewussten Phänomene der Psychoanalyse zu konzentrieren. An der UC Santa Cruz blieb sie bis 1986, als ihr eine Stelle als Professorin für Soziologie an der University of California, Berkeley, angeboten wurde. Nach ihrer Promotion absolvierte sie von 1985 bis 1993 eine klinische Ausbildung am Psychoanalytischen Institut in San Francisco. Während ihrer Amtszeit als Professorin unterrichtete sie zahlreiche Themen, darunter psychoanalytische Theorie/klinische Methoden, Psychoanalyse, Gender/Sexualität, psychoanalytische Soziologie, Anthropologie und feministische Theorien/Methoden. Nancy Chodorow unterrichtete diese Themen bis zu ihrer Pensionierung im Jahr 2005 und ist derzeit eine emeritierte Professorin an der University of California, Berkeley.
Ihren Durchbruch hatte Chodorow bei ihren Arbeiten über die zentrale Rolle der Mütter bei der Kindererziehung und bei der Betonung der Familie als wichtigstem Ort der Geschlechtersozialisation. Mit ihrer Neubewertung der Art und Weise, wie die psychologische Dynamik des Geschlechtersystems historischen Veränderungen und Entwicklungen unterworfen ist, hat sie bedeutende Beiträge zur feministischen Theorie geleistet. Als Chodorows einflussreichstes Buch gilt The Reproduction of Mothering: Psychoanalysis and the Sociology of Gender (1978). Die wissenschaftliche Zeitschrift Contemporary Sociology zählte das Werk in den 1990er Jahren zu den zehn wichtigsten Büchern der letzten fünfundzwanzig Jahre. In diesem Buch stellt sie die traditionelle Ansicht in Frage, dass Frauen biologisch dazu vorbestimmt sind, Säuglinge zu versorgen. Sie argumentiert, dass die Mutterschaft das psychologische Bedürfnis der Frau nach gegenseitiger Intimität befriedigt. Chodorow beschreibt auch den Unterschied in den Beziehungen von Müttern zu ihren Söhnen im Vergleich zu ihren Töchtern. Sie stellt fest, dass Mütter ihren Söhnen als Kleinkindern nahe stehen, ihre männlichen Kinder jedoch als andersartig betrachten und mit ihnen nicht das gleiche Gefühl des Einsseins teilen, dass sie mit ihren Töchtern erleben. Sie behauptet, dass reife Männer, die an eine psychologisch intime Beziehung nicht gewöhnt sind, die Bemutterung daher eher den Frauen überlassen.
Chodorow ist der Ansicht, dass die Freudsche Psychoanalyse keine allgemeingültigen Aussagen über die psychische Entwicklung machen kann. Sie muss die kulturellen und historischen Bedingungen der jeweiligen Zeit berücksichtigen. Sie charakterisiert Freuds Werk als eine Beschreibung der Entwicklung von Frauen in einer patriarchalischen Gesellschaft. Anstatt dass seine Arbeit aus der klinischen Beobachtung heraus entstanden ist, veranschaulicht Chodorow, dass Freuds Arbeit unbegründete Aussagen darüber macht, wie Frauen und Männer sein sollten.

## Auszeichnungen

### Stipendien
- 1966–68, 1972–73: National Institutes for Mental Health fellowship
- 1969–70: Brandeis University fellowship
- 1970–72: National Science Foundation fellowship
- 1980–81: Stanford Center for Advanced Study in the Behavioral Sciences fellowship
- 1991–92: American Council of Learned Societies fellowship
- 1995–96: National Endowment for the Humanities fellowship
- 1995–92: Guggenheim fellowship
- 2001–02: Radcliffe Institute for Advanced Study fellowship[6]

### Forschungsstipendien
- 1981–86: Russel Sage Foundation grant
- 1982–85, 1985–86: National Endowment for the Humanities grant[6]

### Preise
- 1979: Jessie Bernard Award von der American Sociological Association für ihr Buch The Reproduction of Mothering
- 1991: Editions Ichiko prize (Tokyo)
- 2000: L. Bryce Boyer Prize von der Society for Psychological Anthropology für ihr Buch The Power of Feelings: Personal Meaning in Psychoanalysis, Gender and Culture
- 2000: Distinguished Contribution to Women and Psychoanalysis Award von der American Psychological Association[6]

## Werke (Auswahl)
- The Reproduction of Mothering: Psychoanalysis and the Sociology of Gender. University of California Press, 1978, ISBN 0-520-03892-4.
- Feminism and Psychoanalytic Theory. Yale University Press, 1989, ISBN 0-300-05116-6.
- Femininities, Masculinities, Sexualities: Freud and Beyond. University Press of Kentucky, 1994, ISBN 0-8131-0828-4.
- The Power of Feelings: Personal Meaning in Psychoanalysis, Gender, and Culture. Yale University Press, 1999, ISBN 0-300-08909-0.
- Individualizing Gender and Sexuality: Theory and Practice. Taylor & Francis Ltd, 2011, ISBN 0-415-89357-7.
- Nancy Chodorow and The Reproduction of Mothering Forty Years On. Hg.: Petra Bueskens. Palgrave Macmillan, 2021, ISBN 3-030-55589-5.